# Асмундур Свейнссон
Асмундур Свейнссон (20 травня 1893 - 9 грудня 1982) - ісландський скульптор.

## Раннє життя
Асмундур Свейнссон народився в Колсстадірі в Західній Ісландії 20 травня 1893 року. У 1915 році він переїхав до Рейк'явіка, де вступив до Технічного коледжу Ісландії і чотири роки навчався у скульптора Рікардура Йонссона. У 1919 році він переїхав до Копенгагена (Данія), а звідти до Стокгольма (Швеція), де вступив до Академії вишуканих мистецтв, де пробув шість років, значну частину витративши на навчання у скульптора Карла Міллеса. У 1924 році він одружився зі скульпторкою Гуннфрідур Йонсдоттір, з якою згодом розлучився. Закінчивши Академію, Асмундур переїхав до Парижу, Франція, де продовжив навчання у скульптора Шарля Деспіа.

## Роботи
Асмундур повернувся в Ісландію в 1929 р. І розпочав серію абстрактних образних робіт. Його темами часто були чоловіки та жінки на роботі і включали такі твори, як "Коваль", "Мийка" та "Водохід" . Протягом 1940-х років роботи Асмундура ще більше відійшли від людської та тваринної форми, які була його опорою до тих пір, і до 1950-х він виробляв майже повністю абстрактні роботи.
Як і багато ісландських художників, він спирався на традиції своєї рідної країни, коли шукав сюжети, щоб надихнути його. Сюди можна віднести Тролльвумен (1948), Head Ransom (1948), заснований на вірші, який Егіл Скаллагрімссон склав, щоб врятувати власну голову та проїхати, (1944), взятий з прози Едди Сноррі Стурлуссона. Його робота Семундур і печатка, також у цьому ключі, знаходиться перед головним корпусом Ісландського університету в Рейк'явіку.
Як правило, художник вірив у те, що передає твори мистецтва не лише в руки невеликій еліті, але і робить їх доступними для громадськості. Інші роботи Асмундура Свенссона можна знайти на пагорбі Ескюлір біля Перлану в Рейк'явіку або на фермі Борга Мирума біля Боргарнеса. Абстрактна скульптура тут представляє героя саги Егілла, що має на руках свого померлого сина. Назва Sonartorrek стосується вірша, який Егілл Скаллагрімссон написав про цю сцену. Асмундур помер у Рейк'явіку 9 грудня 1982 року. У 2015 році його статую поета Ейнара Бенедиктссона перенесли на місце біля будинку Хефді в Рейк'явіку, де жив поет.

## Асмундарсафн

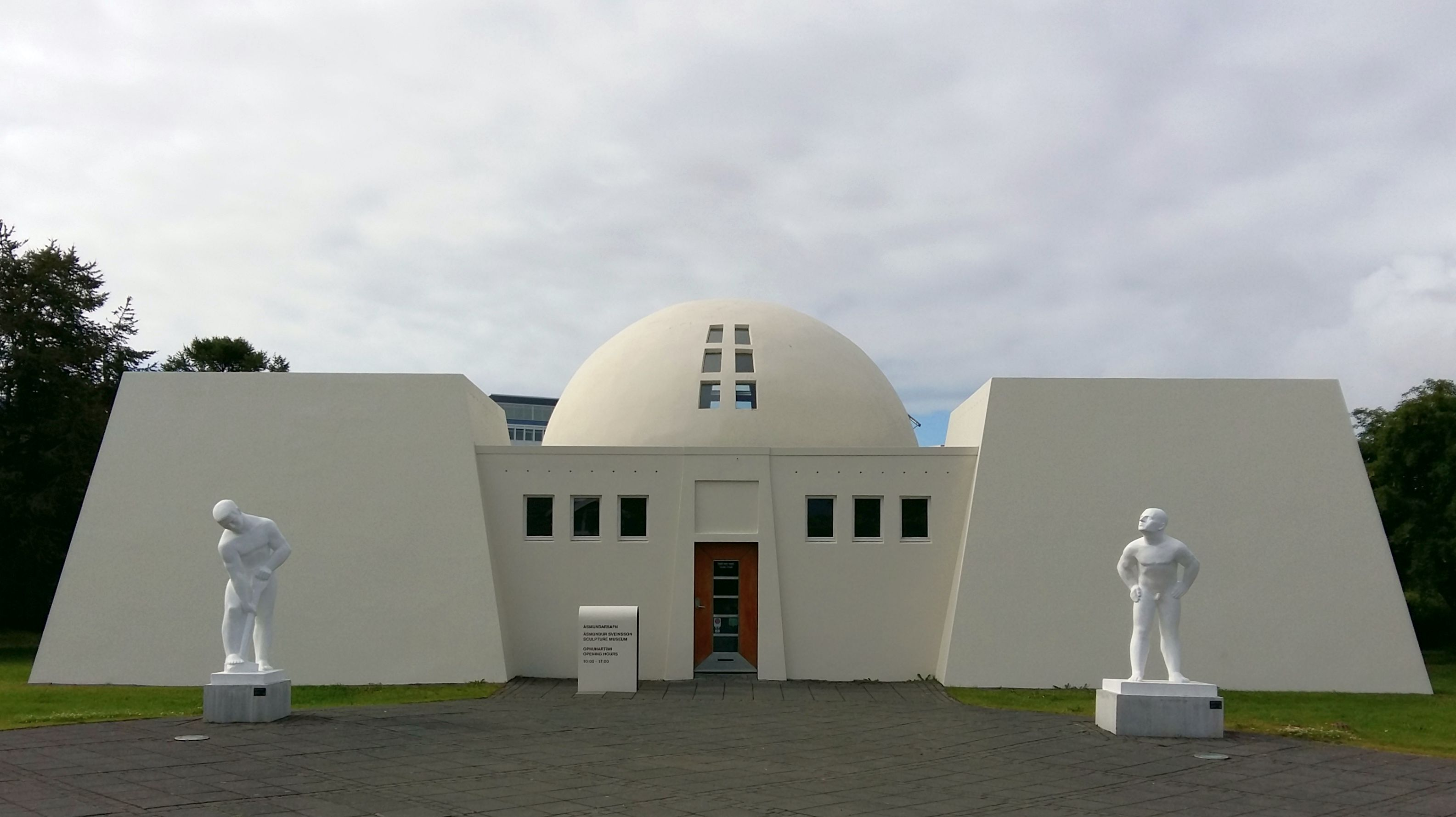
Ásmundarsafn

Колишній будинок художника в місті Лаугардалур, Рейк'явік, був встановлений як музей під назвою Асмундарсафн. Будинок був побудований у 30-х роках минулого століття на основі проектів художника, який був шанувальником стилю Баугауз. Будинок трохи нагадує Ле Корбюзьє та його каплицю Роншампа. Сад скульптур поблизу відкритий для відвідування.

## Дивитися також
- Список ісландських художників-візуалістів
- Рейк'явікський художній музей

## Зовнішні посилання
- http://artmuseum.is/asmundarsafn [Архівовано 23 червня 2021 у Wayback Machine.]
- http://www.borgarfjordur.com/pages/p7.html [Архівовано 3 липня 2004 у Wayback Machine.]

1. 1 2  Ingólfsson A. Sveinsson, Ásmundur // Grove Art Online / J. Turner — [Oxford, England], Houndmills, Basingstoke, England, New York: OUP, 2017. — doi:10.1093/GAO/9781884446054.ARTICLE.T082522